# Список диверсий и терактов, совершённых в Одесской области в 2014—2015 годах
Список включает неполный перечень диверсий и терактов, совершённых в Одесской области за период с апреля 2014 года по октябрь 2015 года после Евромайдана феврале 2014 года. Акции были часто направлены против объектов, связанных с украинской армией и активистами Евромайдана. Всего были ранены 9 человек и погиб 1.
| Дата             | Место                                       | Акция | Пострадавшие   |
| ---------------- | ------------------------------------------- | --- | -------------- |
| 25 апреля 2014   | Малиновский район (Одесса)                  | Из движущегося автомобиля в блок-пост проукраинских активистов на Овидиопольской дороге была брошена граната, 7 человек получили осколочные ранения | 7 раненых      |
| 4 июля 2014      | Суворовский район (Одесса)                  | Взрывом повреждено здание Суворовского РВК, в ближайших домах выбиты стёкла. | нет            |
| 13 июля 2014     | Суворовский район (Одесса)                  | Взрывы в зданиях «Приватбанка» на Краснослободской, 88 и Сергея Ядова, 16. В первом здании помещение площадью около 50 кв. метров сгорело полностью, обрушился потолок из гипсокартона, металлопластиковые входные двери отбросило на несколько метров. Взрывной волной выбило и двери отделения на Ядова.                                            | нет            |
| 25 сентября 2014 | Беляевский район, село Котовка              | Выстрел из гранатомёта в БТР, стоящий у блок-поста, колесо БТР пробито, погибших и раненых не было. | нет            |
| 29 сентября 2014 | Суворовский район (Одесса)                  | Взрыв на путях железнодорожной станции «Одесса-Пересыпь», повреждены стрелка и 25 метров запасной колеи. | нет            |
| 14 октября 2014  | Малиновский район (Одесса)                  | Взрыв под окном здания районной организации партии «Батькивщина». | нет            |
| 2 декабря 2014   | Ильичевск                                   | В окно здания военкомата была брошена петарда, стекло получило повреждения. | нет            |
| 3 декабря 2014   | Приморский район (Одесса)                   | Взрыв в здании украинских сувениров, символики и одежды «Патриот» на ул. Малой Арнаутской. Частично разрушена стена здания, выбиты стёкла в близлежащих домах и автомобилях. | нет            |
| 10 декабря 2014  | Малиновский район (Одесса)                  | Взрыв в офисном здании центра помощи украинским военным на углу Адмиральского проспекта и улицы Краснова, где располагался волонтёрский центр, повреждена часть вещей для передачи войскам. | нет            |
| 23 декабря 2014  | Приморский район (Одесса)                   | Взрыв припаркованного автомобиля у волонтёрского офиса «Совета общественной безопасности» на улице Жуковского, под автомобиль было брошено 70-100 граммов тротила. | нет            |
| 24 декабря 2014  | Малиновский район (Одесса)                  | Подрыв железнодорожных путей возле железнодорожной станции «Одесса-Застава-1» перед движущимся локомотивом, поезд был остановлен и не сошёл с рельс. | нет            |
| 27 декабря 2014  | Приморский район (Одесса)                   | Взрыв ручной клади в руках неизвестного мужчины, который погиб в районе Сегедской, 9, взрывной волной его отбросило на проезжую часть, повреждены балконы и окна близлежащих домов. Позднее выяснилось, что погибший был дворником, обнаружившим СВУ на месте заложения и подобравшим устройство.                                                     | 1 погибший     |
| 3 января 2015    | Суворовский район (Одесса)                  | Подрыв цистерны с газойлем на станции «Одесса-Пересыпь», в результате чего произошла утечка груза | нет            |
| 4 января 2015    | Приморский район (Одесса)                   | Взрыв в офисном здании Координационного центра Евромайдана по ул. Гимназической, полностью уничтожены двери, повреждены окна в соседних домах. | нет            |
| 6 февраля 2015   | Киевский район (Одесса)                     | Взрыв у отделения «Приватбанка» на ул. Жукова, 13. В стене образовалась воронка, выбиты стёкла, повреждены припаркованные рядом автомобили. | нет            |
| 11 февраля 2015  | Приморский район (Одесса)                   | Взрыв у входа в хостел на улице Коблевской, выбило дверь, образовалась дыра в межэтажном перекрытии, вылетели стёкла на втором и третьем этажах, повреждена квартира общественника Бориса Херсонского, чью жену взрывом оглушило, но сама она не пострадала.                                                                                          | 1 пострадавший |
| 5 марта 2015     | Приморский район (Одесса)                   | Взрыв в цокольном помещении дома на улице Коблевской, 40 возле штаб-квартиры «Правого Сектора». Повреждены два офиса и припаркованные во внутреннем дворе автомобили. | нет            |
| 12 марта 2015    | Малиновский район (Одесса)                  | Взрыв в офисном здании на углу Адмиральского проспекта и улицы Краснова, повторно после 10 декабря 2014 года. Повреждён один из входов в здание. | нет            |
| 17 апреля 2015   | Приморский район (Одесса)                   | Взрыв у входной двери сервисного центра по продаже и обслуживанию офисной технике по Большой Арнаутской, 85, принадлежавшего лидеру местного «Автомайдана» Евгению Резвушкину. | нет            |
| 28 апреля 2015   | между Ильичевском и Белгородом-Днестровским | Подрыв железнодорожных путей на 25 км перегона Ксениево-Аккаржа | нет            |
| 13 мая 2015      | Суворовский район (Одесса)                  | Подрыв железнодорожных путей на переезде на улице Маловского | нет            |
| 27 сентября 2015 | Приморский район (Одесса)                   | Взрыв во здании управления Службы безопасности Украины в Одесской области, одним из трёх организаторов которого выступил Владимир Грубник. По разным данным, мощность взрыва составила от пяти до шести килограммов в тротиловом эквиваленте. Здание получило повреждение, в близлежащих домах выбиты стёкла. Произошедшее квалифицировано как теракт | нет            |
| 7 октября 2015   | Белгород-Днестровский                       | произошел взрыв возле военкомата. Сработало безоболочковое взрывное устройство мощностью 200 граммов в тротиловом эквиваленте | нет            |